# Gran Premio Industria e Commercio di Prato 1959
Il Gran Premio Industria e Commercio di Prato 1959, quattordicesima edizione della corsa, si svolse il 10 maggio 1959 su un percorso di 247 km, con partenza e arrivo a Prato. La vittoria fu appannaggio dell'italiano Giuseppe Fallarini, che completò il percorso in 6h11'03", alla media di 39,8 km/h, precedendo i connazionali Carlo Azzini e Pierino Baffi.

## Ordine d'arrivo (Top 10)
| Pos. | Corridore             | Squadra         | Tempo    |
| ---- | --------------------- | --------------- | -------- |
| 1    | Giuseppe Fallarini    | Ignis-Frejus    | 6h11'03" |
| 2    | Carlo Azzini          | Legnano-Pirelli | s.t.     |
| 3    | Pierino Baffi         | Ignis-Frejus    | a 0'09"  |
| 4    | Tranquillo Scudellaro | Torpado-Clement | s.t.     |
| 5    | Walter Almaviva       | Bianchi-Pirelli | s.t.     |
| 6    | Giuliano Natucci      | Legnano-Pirelli | s.t.     |
| 7    | Rino Bagnara          | Individuale     | s.t.     |
| 8    | Adolf Christian       | Ignis-Frejus    | s.t.     |
| 9    | Imerio Massignan      | Legnano-Pirelli | s.t.     |
| 10   | Dante Orlandi         | Individuale     | s.t.     |